# Bobby Sanguinetti
Robert "Bobby" Sanguinetti, född 29 februari 1988, är en amerikansk professionell ishockeyspelare som spelar för Buffalo Sabres i National Hockey League (NHL). Han har tidigare representerat New York Rangers och Carolina Hurricanes i NHL och Atlant Mytisjtji i Kontinental Hockey League (KHL) och på lägre nivåer för Hartford Wolf Pack, Charlotte Checkers och Utica Comets i American Hockey League (AHL) och Owen Sound Attack och Brampton Battalion i Ontario Hockey League (OHL).
Sanguinetti draftades i första rundan i 2006 års draft av New York Rangers som 21:a spelare totalt.